# Speyeria lais
Speyeria lais är en fjärilsart som beskrevs av Edwards 1884. Speyeria lais ingår i släktet Speyeria och familjen praktfjärilar. Inga underarter finns listade i Catalogue of Life.